# Malingsbo

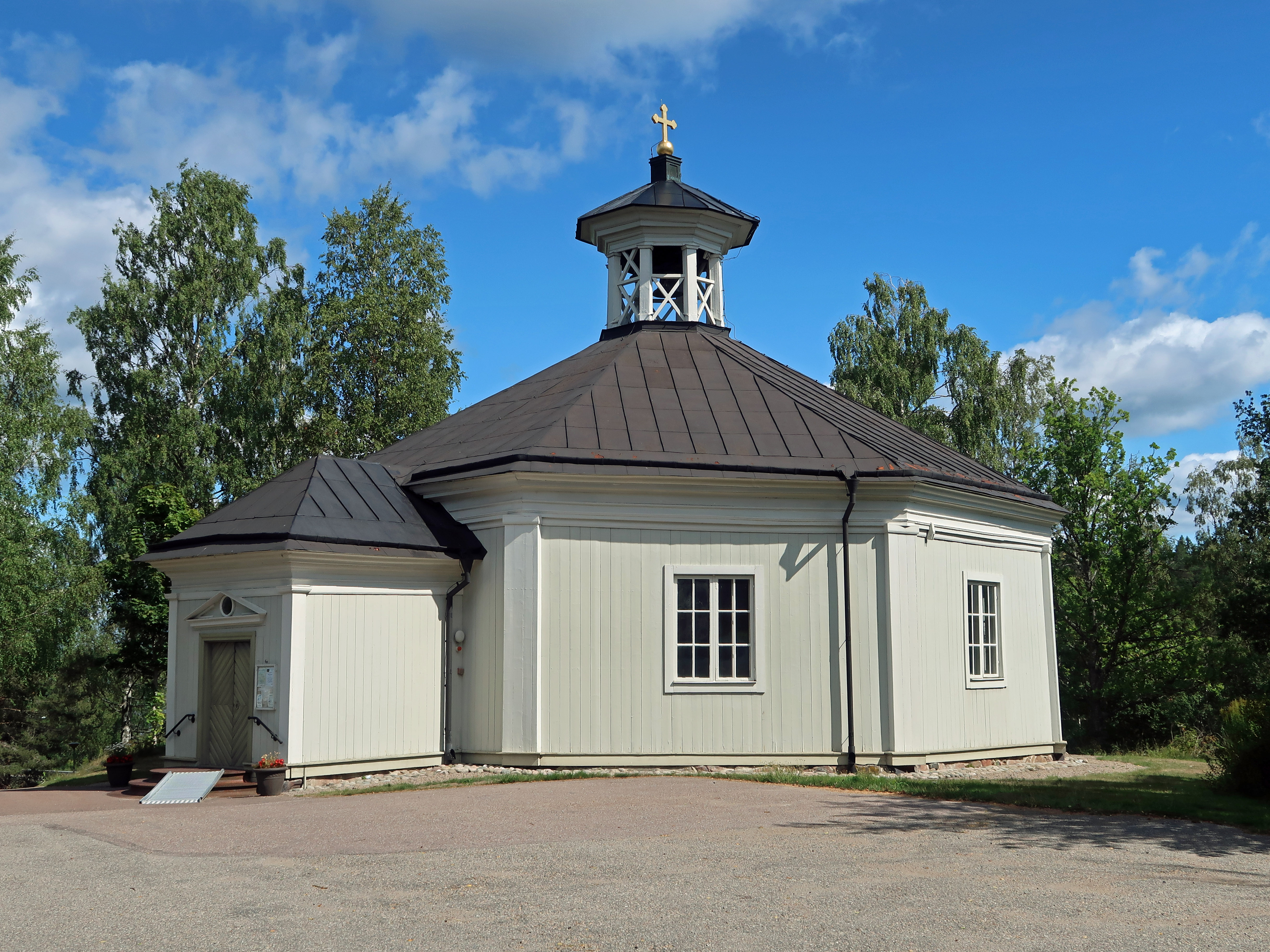
S:ta Annas kapell.

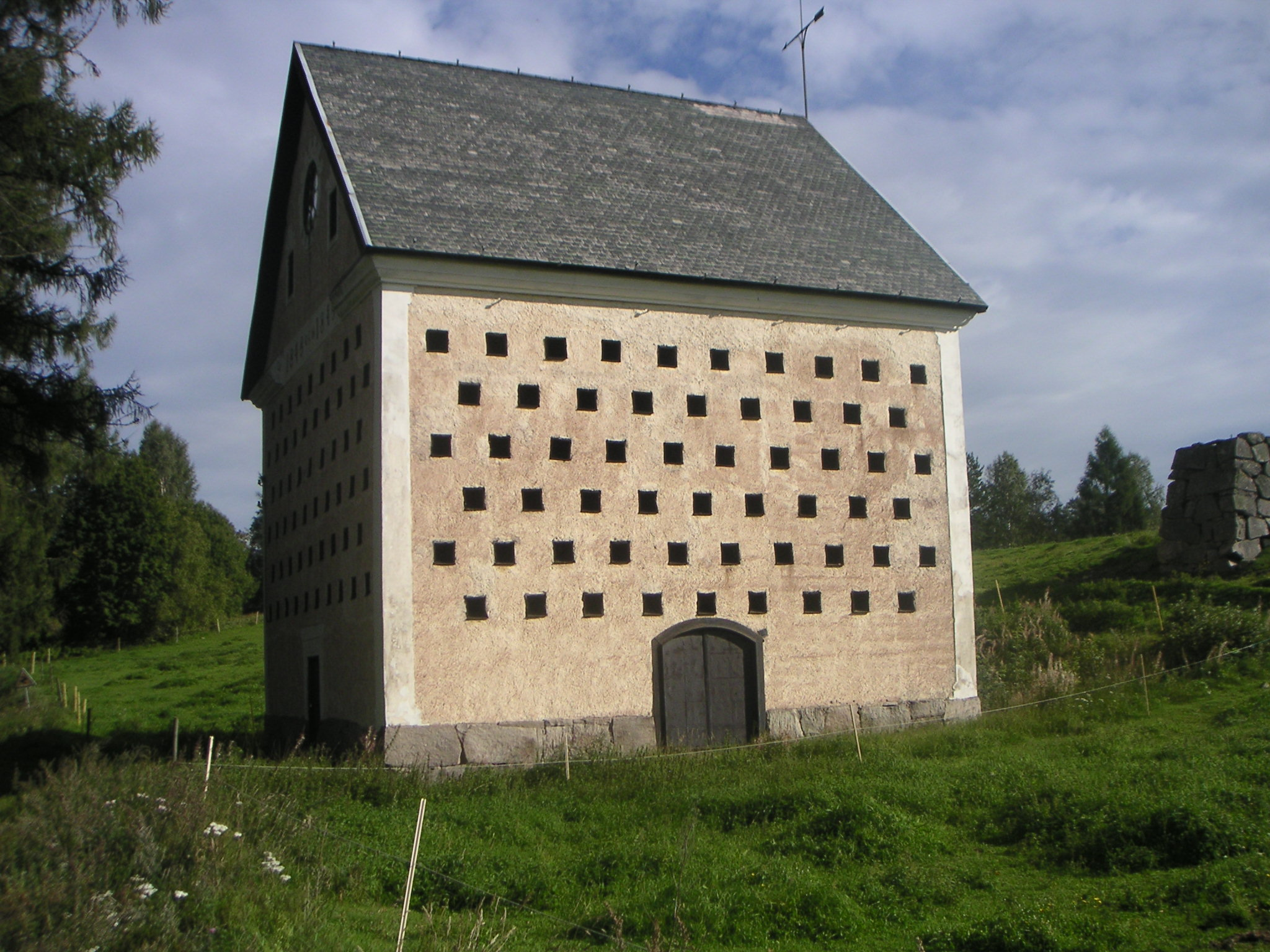
Sädesmagasinet i Malingsbo.

Malingsbo är kyrkbyn i Malingsbo socken södra delarna av Smedjebackens kommun i Dalarna. Fram till och med år 2005 klassades orten som en småort.  Avståndet till Skinnskattebergs tätort i Västmanlands län är kortare än till kommunens huvudort.

## Historia
Malingsbo nämns för första gången år 1459 i Arboga stads tänkebok som i Malungxbodom. Ortnamnet avsåg troligen då fäbodar vid nuvarande Nedra Malingsbosjön, tidigare Malunger. En hytta och fallhammare anlades vid Hedströmmen 1624-25. Dessa byggdes troligen upp av bergsmän, då det anges att både hytta och hammare ägdes av två bergsmän i Carl Bondes bergsverksförteckning från 1625. 1637 omnämns emellertid ytterligare en hammare i Malingsbo, ägd av Markus Kock, och anlagd fem år tidigare. 1644 uppfördes ytterligare en hammare, Köpmanhammaren, av två borgare från Köping. Denna införskaffades senare av släkten Kock, och ersatte då deras gamla. Markus Kock efterträddes av sin son Daniel 1650, och efter hans död sköttes driften av hustrun Anna Trotzig fram tills deras son Markus blev myndig. När Markus Kock, sedermera Cronström, dog ärvde hans halvsyster Anna von Wullen Malingsbo bruk. En dotter till Anna von Wullen och hennes man Peter Snack ärvde sedan bruket. Malingsbo bruk, som upplevde en storhetsperiod under 1700-talets mitt, kom sedan att vara i samma släkts (som från 1700-talets början genom ingifte kom att heta von Ehrenheim) ägo fram till 1861. Malingsbo såldes då till Carl Selim Vilhelm Heijkenskjöld, vars far redan 1822 inköpt Klotenverken i Ramsbergs socken. Därmed var hela det stora komplexet Kloten-Malingsbo-Björsjö-Nyfors samlat hos Heijkenskjöld.
Efter C. S. Heijkenskjölds bortgång 1871 sålde arvingarna ganska omgående Malingsbo tillsammans med övriga bruk till det engelska bolaget Thomson & Bonar, senare Klotens AB. Därmed började verksamheten successivt avvecklas vid Malingsbo, slutligen 1891 då spiksmedjan lades ned. Klotens AB med dess tillgångar i form av järnbruk och skogar såldes till svenska staten via Domänverket 1899.
Skogshögskolan hade mellan 1902 och 1968 sommarkurser på Malingsbo herrgård. Från 1980-talet och framåt har husen används för konfirmationsläger på somrarna. Handelsboden stängdes 1996.

## Samhället
Den välbevarade karolinska herrgårdsanläggningen, bestående av huvudbyggnad och två flyglar under säteritak, fick troligen sitt nuvarande utseende i början av 1740-talet. Herrgården är ett statligt byggnadsminnesmärke sedan 1935 och förvaltas av Statens fastighetsverk.
I anslutning till herrgården ligger Sankta Annas kapell (Malingsbo brukskapell). Kapellet används för gudstjänster sommartid och bröllop.
I byn finns ett vandrarhem i den nedlagda skolan och en stor campingplats som länge utgjort navet kring det omfattande friluftsliv med inriktning på fiske som präglar hela Malingsbo-Klotenområdet.

## Herrgårdsområdet
Malingsbo karolinska herrgård, ett statligt byggnadsminne, uppfördes under 1700-talets början efter att den tidigare byggnaden brunnit ner. Huvudbyggnaden med säteritak är byggd i timmer och klädd med faluröd panel med vita snickerier. De närmast kvadratiska flyglarna är även de panelerade timmerbyggnader symmetriskt lagda utifrån huvudbyggnaden. Ytterligare en flygel med valmat tak ligger nedanför, ursprungligen brygghus senare handelsbod. Ursprungligen fanns en fjärde byggnad i anslutning till herrgården, denna försvann dock under 1800-talets andra hälft.
Vidare finns ytterligare två flyglar, ett timmermagasin från 1600-talets slut, ett sädesmagasin av slaggflis från 1849, en arkivbyggnad och ett gravkor byggda av slaggsten. Det åttakantiga brukskapellet i trä med smalare tresidigt kor byggdes 1707-1708 på initiativ av brukets dåvarande ägare Peter Snack. Kapellet är uppkallat efter bergsmännens skyddshelgon Sankta Anna. En klensmedja, en brandstation, några arbetarbostäder samt skolan från 1886 är också bevarade. Förutom dammarna har inte många spår efter själva järnhanteringen överlevt. Lämningar efter smedjorna, vilka revs i början av 1900-talet finns dock i form av slaggvarpar och en del grunder.
Bruksmiljön är en del av Ekomuseum Bergslagen.